# Modelo atômico de Thomson

Representação esquemática do modelo de Thomson.

Modelo atômico de Thomson é a teoria sobre a estrutura atômica proposta por Joseph John Thomson, descobridor do elétron e da relação entre a carga e a massa do elétron, antes do descobrimento do próton ou do nêutron. Este modelo, foi criado em base na ampola de Crookes (ampola fechada, com vácuo em seu interior, que impossibilita a presença de gases) que através dos raios catódicos que ao colidir, aplicava um momento de força no molinete composto por mica (que ao ser colidido acendia cores florescentes e indicava a presença dos raios catódicos) e com essa colisão das cargas, gerava-se movimento no molinete, com esse experimento evidenciou que os raios catódicos era composto por partículas. Continuando o experimento, colocou-se um imã de polo  negativo e os raios catódicos repeliu, através dessa experimentação descobriu que existia partículas chamadas elétrons e o átomo era divisível por cargas positivas (prótons) e negativas (elétrons).
Acreditava-se que os elétrons distribuíam-se uniformemente no átomo. Em outras oportunidades, postulava-se que no lugar de uma sopa de carga positiva seria uma nuvem de carga negativa.

## História
O modelo atômico de Joseph John Thomson teve experimentos, por volta de 1897, na qual foram estudadas descargas elétricas em tubos semelhantes a tubos de lâmpadas fluorescentes, chamados de tubos de raios catódicos (o mesmo tipo de raio usado em monitores e televisões antigas), dentro dos quais, havia gases rarefeitos (em baixa pressão).
Contudo, segundo a teoria eletromagnética clássica, não pode existir qualquer configuração estável num sistema de partículas carregadas se a única interação entre elas é de caráter eletromagnético.
Além disso, como qualquer partícula com carga elétrica em movimento acelerado emite radiação eletromagnética, o modelo tinha como outra hipótese que os modos normais das oscilações dos elétrons deveriam ter as mesmas frequências que aquelas que se observavam associadas às raias dos espectros atômicos.
Mas não foi encontrada qualquer configuração para os elétrons de qualquer átomo cujos modos normais tivessem qualquer uma das frequências, mas, o modelo de Thomson foi abandonado principalmente devido aos resultados do experimento de Rutherford.